# Maria Szymańska (chemik)
Maria Szymańska z domu Tarwid (łot. Marija Šimanska; ur. 23 kwietnia 1922 w Dyneburgu, zm. 10 lipca 1995) – łotewska chemik i naukowiec polskiej narodowości, działaczka polskiej konspiracji w czasie II wojny światowej, przewodnicząca Związku Polaków na Łotwie (1992–1993). 

## Życiorys
W czasie II wojny światowej działała w strukturach Armii Krajowej na Łotwie, była więziona w Rydze i KL Stutthof. W 1948 ukończyła studia z dziedziny chemii na Łotewskim Uniwersytecie Państwowym, po czym podjęła pracę w Akademii Nauk Łotewskiej SRR. W latach 1957–1975 była wicedyrektorem Instytutu Syntezy Organicznej, współtworzyła laboratorium syntezy katalitycznej tamże. Zajmowała się naukowo przeobrażeniami związków katalitycznych. Opublikowała 450 artykułów naukowych, 5 monografii, była także autorką 56 wynalazków oraz laureatką Państwowej Nagrody ZSRR. Pełniła funkcję redaktora pisma „Latvijas Ķīmijas Žurnāls”, stała również na czele Towarzystwa Naukowego Farmaceutów Łotewskich. W 1992 została członkiem korespondencyjnym Łotewskiej Akademii Nauk. 
Pod koniec lat 80. zaangażowała się w działalność polonijną na Łotwie. W latach 1992–1993 pełniła funkcję prezesa Związku Polaków na Łotwie. Była jednocześnie redaktor naczelną pisma „Polak na Łotwie”. Następnie sprawowała m.in. funkcję kierownika biura prasowego ZPŁ. 
Odznaczona Krzyżem Oficerskim Orderu Odrodzenia Polski (1994), Krzyżem Armii Krajowej oraz Krzyżem Oświęcimskim.